# Österrikes Grand Prix 2018
Österrikes Grand Prix 2018, officiellt Formula1 Eyetime Grosser Preis von Österreich 2018, var ett Formel 1-lopp som kördes 1 juli 2018 på Red Bull Ring i Spielberg i Österrike. Loppet var det nionde av sammanlagt tjugoen deltävlingar ingående i Formel 1-säsongen 2018 och kördes över 71 varv.

## Kval
| Pos.                    | Nr | Förare            | Konstruktör               | Kvaltider | Kvaltider | Kvaltider | Start- grid |
| Pos.                    | Nr | Förare            | Konstruktör               | Q1        | Q2        | Q3        | Start- grid |
| ----------------------- | -- | ----------------- | ------------------------- | --------- | --------- | --------- | ----------- |
| 1                       | 77 | Valtteri Bottas   | Mercedes                  | 1.04,175  | 1.03,756  | 1.03,130  | 1           |
| 2                       | 44 | Lewis Hamilton    | Mercedes                  | 1.04,080  | 1.03,577  | 1.03,149  | 2           |
| 3                       | 5  | Sebastian Vettel  | Ferrari                   | 1.04,347  | 1.03,544  | 1.03,464  | 6a          |
| 4                       | 7  | Kimi Räikkönen    | Ferrari                   | 1.04,234  | 1.03,975  | 1.03,660  | 3           |
| 5                       | 33 | Max Verstappen    | Red Bull Racing-TAG Heuer | 1.04,273  | 1.04,001  | 1.03,840  | 4           |
| 6                       | 8  | Romain Grosjean   | Haas-Ferrari              | 1.04,242  | 1.04,059  | 1.03,892  | 5           |
| 7                       | 3  | Daniel Ricciardo  | Red Bull Racing-TAG Heuer | 1.04,723  | 1.04,403  | 1.03,996  | 7           |
| 8                       | 20 | Kevin Magnussen   | Haas-Ferrari              | 1.04,460  | 1.04,291  | 1.04,051  | 8           |
| 9                       | 55 | Carlos Sainz Jr.  | Renault                   | 1.04,948  | 1.04,561  | 1.04,725  | 9           |
| 10                      | 27 | Nico Hülkenberg   | Renault                   | 1.04,864  | 1.04,676  | 1.05,019  | 10          |
| 11                      | 31 | Esteban Ocon      | Force India-Mercedes      | 1.05,148  | 1.04,845  |           | 11          |
| 12                      | 10 | Pierre Gasly      | Scuderia Toro Rosso-Honda | 1.05,011  | 1.04,874  |           | 12          |
| 13                      | 16 | Charles Leclerc   | Sauber-Ferrari            | 1.04,967  | 1.04,979  |           | 17b         |
| 14                      | 14 | Fernando Alonso   | McLaren-Renault           | 1.04,965  | 1.05,058  |           | Depåc       |
| 15                      | 18 | Lance Stroll      | Williams-Mercedes         | 1,05,264  | 1,05,286  |           | 13          |
| 16                      | 2  | Stoffel Vandoorne | McLaren-Renault           | 1.05,271  |           |           | 14          |
| 17                      | 11 | Sergio Pérez      | Force India-Mercedes      | 1.05,279  |           |           | 15          |
| 18                      | 35 | Sergey Sirotkin   | Williams-Mercedes         | 1.05,322  |           |           | 16          |
| 19                      | 28 | Brendon Hartley   | Scuderia Toro Rosso-Honda | 1.05,366  |           |           | 19          |
| 20                      | 9  | Marcus Ericsson   | Sauber-Ferrari            | 1.05,479  |           |           | 18          |
| 107 %-gränsen: 1.08,565 |    |                   |                           |           |           |           |             |
| Källor:                 |    |                   |                           |           |           |           |             |

- ^a  – Sebastian Vettel bestraffades med tre platsers nedflyttning på startgriden efter att ha hindrat Carlos Sainz Jr. i den andra kvalrundan.[7]
- ^b  – Charles Leclerc skadade hjulupphängningen under lördagens tredje fria träning, vilket i sin tur orsakade skador på växellådan som fick bytas ut. Då detta var ett byte utanför det tillåtna bestraffades Leclerc och Sauber med fem platsers nedflyttning på startgriden.[8] (Enligt FIA:s reglemente måste en och samma växellåda användas sex tävlingshelger i rad. Bryts den kedjan bestraffas föraren med fem placeringars nedflyttning.)[9]
- ^c  – Fernando Alonso tvingades starta från depån efter att McLaren bland annat bytt frontvingen under tiden bilen varit parkerad under Parc fermé-förhållande.[10]

## Lopp
| Pos.    | Nr | Förare            | Konstruktör               | Varv | Tid/Bröt     | Grid | Poäng |
| ------- | -- | ----------------- | ------------------------- | ---- | ------------ | ---- | ----- |
| 1       | 33 | Max Verstappen    | Red Bull Racing-TAG Heuer | 71   | 1:21.56,024  | 4    | 25    |
| 2       | 7  | Kimi Räikkönen    | Ferrari                   | 71   | +1,504       | 3    | 18    |
| 3       | 5  | Sebastian Vettel  | Ferrari                   | 71   | +3,181       | 6    | 15    |
| 4       | 8  | Romain Grosjean   | Haas-Ferrari              | 70   | +1 varv      | 5    | 12    |
| 5       | 20 | Kevin Magnussen   | Haas-Ferrari              | 70   | +1 varv      | 8    | 10    |
| 6       | 31 | Esteban Ocon      | Force India-Mercedes      | 70   | +1 varv      | 11   | 8     |
| 7       | 11 | Sergio Pérez      | Force India-Mercedes      | 70   | +1 varv      | 15   | 6     |
| 8       | 14 | Fernando Alonso   | McLaren-Renault           | 70   | +1 varv      | Depå | 4     |
| 9       | 16 | Charles Leclerc   | Sauber-Ferrari            | 70   | +1 varv      | 17   | 2     |
| 10      | 9  | Marcus Ericsson   | Sauber-Ferrari            | 70   | +1 varv      | 18   | 1     |
| 11      | 10 | Pierre Gasly      | Scuderia Toro Rosso-Honda | 70   | +1 varv      | 12   | –     |
| 12      | 55 | Carlos Sainz Jr.  | Renault                   | 70   | +1 varv      | 9    | –     |
| 13      | 18 | Lance Stroll      | Williams-Mercedes         | 69   | +2 varv      | 13   | –     |
| 14      | 35 | Sergey Sirotkin   | Williams-Mercedes         | 69   | +2 varv      | 16   | –     |
| 15      | 2  | Stoffel Vandoorne | McLaren-Renault           | 65   |              | 14   | –     |
| Bröt    | 44 | Lewis Hamilton    | Mercedes                  | 62   | Bränsletryck | 2    | –     |
| Bröt    | 28 | Brendon Hartley   | Scuderia Toro Rosso-Honda | 54   |              | 19   | –     |
| Bröt    | 3  | Daniel Ricciardo  | Red Bull Racing-TAG Heuer | 53   |              | 7    | –     |
| Bröt    | 77 | Valtteri Bottas   | Mercedes                  | 13   | Hydraulik    | 1    | –     |
| Bröt    | 27 | Nico Hülkenberg   | Renault                   | 11   |              | 10   | –     |
| Källor: |    |                   |                           |      |              |      |       |